# La Bretenière (Doubs)
La Bretenière ist eine französische Gemeinde mit 70 Einwohnern (Stand: 1. Januar 2022) im Département Doubs in der Region Bourgogne-Franche-Comté.

## Geographie
La Bretenière liegt auf 335 m, sieben Kilometer westnordwestlich von Baume-les-Dames und etwa 25 Kilometer nordöstlich der Stadt Besançon (Luftlinie). Das Dorf erstreckt sich in der gewellten Landschaft zwischen den Flusstälern von Doubs und Ognon, in einer breiten Talmulde im Quellgebiet des Ruisseau de la Beule östlich des Mont Bichoux.
Die Fläche des 4,16 km² großen Gemeindegebiets umfasst einen Abschnitt in den äußersten nordwestlichen Höhenzügen des Juras. Der zentrale Teil des Gebietes wird von der breiten Talmulde eingenommen, die durch den Ruisseau de la Beule nach Norden zum Ognon entwässert wird. Sie ist überwiegend mit Acker- und Wiesland bestanden. Flankiert wird die Talsenke von La Bretenière im Westen von einem Steilhang, der zur dicht bewaldeten Höhe des Bois du Mont (nordöstliche Fortsetzung des Mont Bichoux) überleitet. Hier wird mit 445 m die höchste Erhebung von La Bretenière erreicht. Nach Osten erstreckt sich das Gemeindeareal über einen sanft ansteigenden Hang auf die Höhen von Bois du Plançon und Bois du Grand Val (bis 433 m).
Nachbargemeinden von La Bretenière sind Battenans-les-Mines im Norden, Tournans und Fontenotte im Osten, Baume-les-Dames und Val-de-Roulans im Süden sowie Battenans-les-Mines im Westen.

## Geschichte
Im Mittelalter gehörte La Bretenière zur Herrschaft Clerval, die seit dem 14. Jahrhundert unter der Oberhoheit der Grafen von Montbéliard stand. Zusammen mit der Franche-Comté gelangte das Dorf mit dem Frieden von Nimwegen 1678 definitiv an Frankreich.

## Sehenswürdigkeiten
Die einschiffige Dorfkirche von La Bretenière wurde im 18. Jahrhundert im klassischen Stil erbaut. Ein Lavoir diente früher als Brunnen, Waschhaus und Viehtränke.

## Bevölkerung
| Jahr                       | 1962 | 1968 | 1975 | 1982 | 1990 | 1999 | 2005 | 2016 |
| Einwohner                  | 53   | 50   | 47   | 59   | 56   | 61   | 63   | 71   |
| Quellen: Cassini und INSEE |      |      |      |      |      |      |      |      |

Mit 70 Einwohnern (Stand 1. Januar 2022) gehört La Bretenière zu den kleinsten Gemeinden des Départements Doubs. Nachdem die Einwohnerzahl in der ersten Hälfte des 20. Jahrhunderts deutlich abgenommen hatte (1886 wurden noch 142 Personen gezählt), wurde seit Mitte der 1970er Jahre wieder ein leichtes Bevölkerungswachstum verzeichnet.

## Wirtschaft und Infrastruktur
La Bretenière war bis weit ins 20. Jahrhundert hinein ein vorwiegend durch die Landwirtschaft (Ackerbau, Obstbau und Viehzucht) und die Forstwirtschaft geprägtes Dorf. Noch heute leben die Bewohner zur Hauptsache von der Tätigkeit im ersten Sektor. Außerhalb des primären Sektors gibt es nur wenige Arbeitsplätze im Dorf. Einige Erwerbstätige sind auch Wegpendler, die in den umliegenden größeren Ortschaften ihrer Arbeit nachgehen.
Die Ortschaft liegt abseits der größeren Durchgangsstraßen an einer Departementsstraße, die von Baume-les-Dames nach Cendrey führt. Der nächste Anschluss an die Autobahn A36 befindet sich in einer Entfernung von ungefähr 15 Kilometern. Weitere Straßenverbindungen bestehen mit Val-de-Roulans und Battenans-les-Mines.

## Persönlichkeiten
- Fernand Valnet (1892–1944/45), Kaufmann und Fluchthelfer in der Résistance, vermutlich im KZ Neuengamme ermordet[1]

## Weblinks

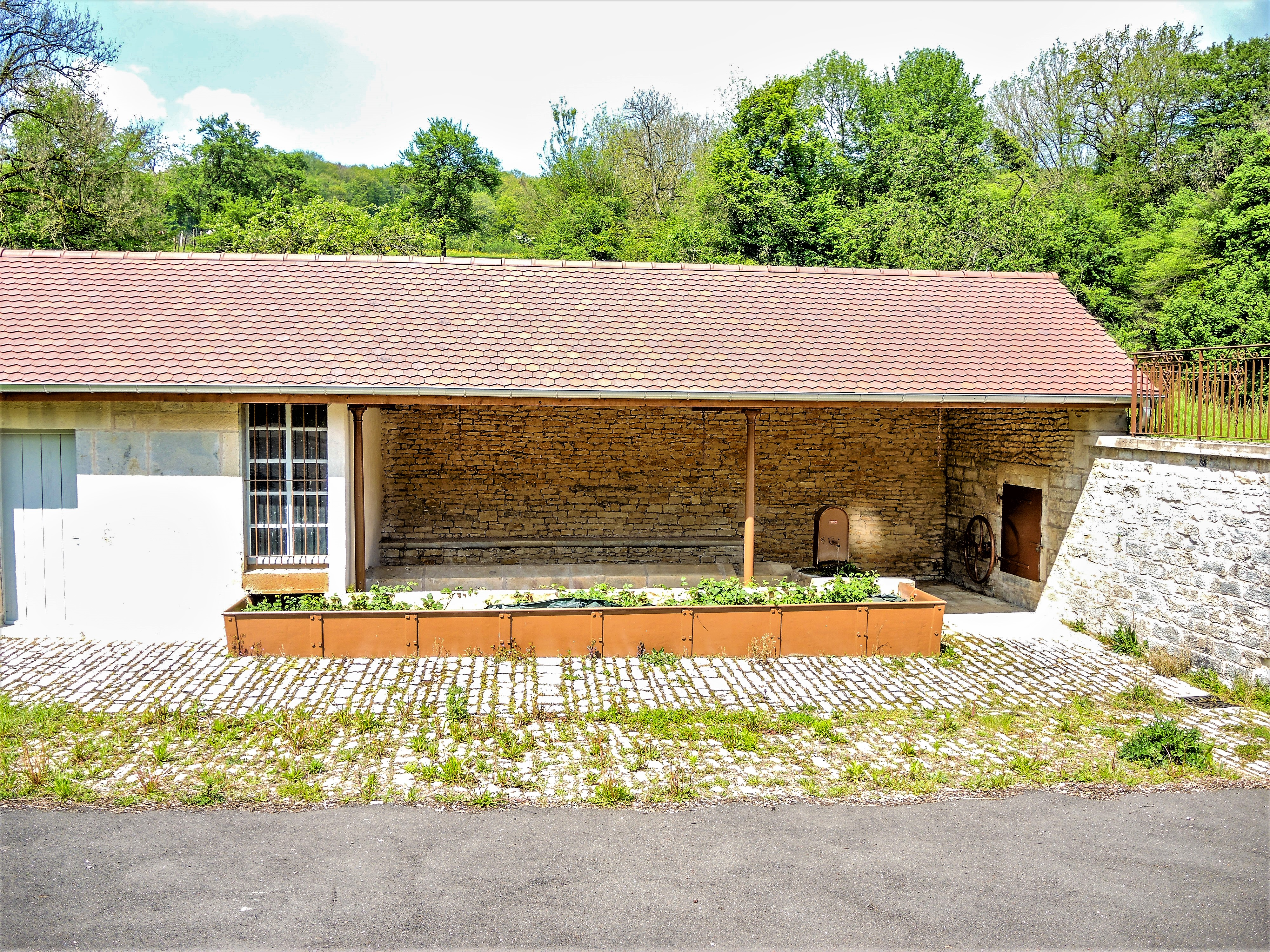
Lavoir